# Урок фортепіано (фільм, 2024)
«Урок фортепіано» (англ. The Piano Lesson) — американський драматичний кінофільм 2024 року, режисерський дебют Малкольма Вашингтона. Друга екранізація однойменної п'єси Огаста Вілсона.
У фільмі залучений суттєвий акторський ансамбль, очолюваний Семюелем Л. Джексоном, Джоном Девідом Вашингтоном, Даніель Дедвайлер і Реєм Фішером. Світова прем'єра «Уроку фортепіано» відбулась 31 серпня 2024 року на кінофестивалі в Тельюрайді, де критики сприйняли його переважно позитивно. 22 листопада того ж року фільм став доступним у потоковому сервісі Netflix.

## Сюжет
Дія відбувається у 1936 році в Піттсбурзі. Основний сюжетний конфлікт відбувається між братом і сестрою Чарльзами, котрі не можуть домовитись щодо подальшої долі сімейної реліквії — фортепіано, декорованого їхнім поневоленим прадідом. Брат, Малюк Віллі, хоче продати його, щоб викупити землю, на якій у рабстві працювали його дідусі та бабусі. Сестра, Берніс, наполягає на збереженні фортепіано, адже на ньому зображені обличчя дружини та сина їхнього предка…

## У ролях
- Семюел Л. Джексон — Докер
- Джон Девід Вашингтон — Малюк Віллі
- Даніель Дедвайлер — Берніс
- Рей Фішер — Лаймон
- Скайлер Еліс Сміт — Марета
- Корі Гокінс — Ейвері Браун
- Майкл Поттс — Нюнявий Малюк
- Стефан Джеймс — Малюк Чарльз
- Еріка Баду — Люсіль
- Черіті Джордан — Мама Берніс
- Метрелл Сміт — Кроулі
- Джерріка Гінтон — Грейс
- Гейл Бін — Доллі
- Полетта Вашингтон — Мама Ола
- Олівія Вашингтон — Мама Ола в молодості
- Дітта Вест — Мама Естер

## Створення
Малкольм Вашингтон, син режисера та актора Дензела Вашингтона, прочитав п'єсу Огаста Вілсона «Урок фортепіано», займаючись оцифруванням родинного фотоархіву. «Я подумав: „Я повинен з нею щось зробити. Я маю зайнятись цим текстом у значущий спосіб“» — казав він. Розробляючи підхід до адаптації п'єси, Вашингтон вивчав архіви Огаста Вілсона, спілкувався з його родиною, ходив вулицями, на яких зростав автор, намагаючись «знайти зв'язок із його духом».
Головним джерелом натхнення для режисера була творчість незалежного кінорежисера Чарльза Бернетта, зокрема його фільми «Вбивця вівці» та «Заснути у гніві». Вашингтон переніс до фільму свій власний життєвий досвід, заявивши, що насправді він робив цей фільм всі 33 роки, що живе на світі. Дія всієї п'єси відбувається в одній кімнаті, але режисер розширив сюжет, додавши деталі флешбеків. Вашингтон візуально зобразив моменти, які в п'єсі тільки обговорюються, як-то надприродні елементи — привиди предків родини. «Фільм — абсолютно інший провідник тексту, ніж сцена. А в Огаста Вілсона кожна репліка, неначе шекспірівська, неначе поема. Весь фільм можна зробити всього з декількох його речень» — казав режисер.
Основний акторський склад наполовину повторив той, що був у бродвейській постановці п'єси 2022 року — до своїх театральних ролей повернулись Семюел Л. Джексон, Джон Девід Вашингтон (брат режисера) та Рей Фішер. Джексон грав у виставах за п'єсою майже все своє життя — у молоді роки актор першим в історії втілював образ Малюка Віллі, якого в фільмі грає Вашингтон, був дотичним до розробки персонажа спільно з Огастом Вілсоном.
Знімальний процес «Уроку фортепіано» пройшов із квітня по червень 2023 року в Атланті та Мейконі, таким чином ставши першою екранізацією робіт Огаста Вілсона, що не фільмувалась у Піттсбурзі.

## Сприйняття
Світова прем'єра «Уроку фортепіано» відбулась 31 серпня 2024 року на кінофестивалі в Тельюрайді, де критики сприйняли його неоднозначно, а пізніше — переважно позитивно. У відгуках критиків, що першими побачили фільм, була виокремлена акторська робота Даніель Дедвайлер. «Емоційно приголомшливою та катартичною» назвав її Кріс Мерфі (Vanity Fair). Натепер рейтинг фільму на Metacritic — 69 %, на Rotten Tomatoes — 91 %.

## Нагороди
- Кінофестиваль у Міддлбурзі — приз за акторський прорив (Даніель Дедвайлер)
- Кінофестиваль у Монтклері — приз за найкращу акторську роботу (Джон Девід Вашингтон), приз за режисерський прорив (Малкольм Вашингтон), приз «Вибір глядачів»
- Кінофестиваль у Мілл-Веллі — приз за найкращу акторську роботу (Даніель Дедвайлер)
- Міжнародний кінофестиваль у Гемптонсі — приз за режисерський прорив (Малкольм Вашингтон)
- Премія «Готем» за найкращу роботу акторського ансамблю, номінація за найкращу другорядну роль (Даніель Дедвайлер)
- Премія «Астра» — 2 номінації: «Найкращий дебютний фільм», «Найкраща акторка другого плану» (Даніель Дедвайлер)
- Премія «Незалежний дух» — 2 номінації: «Найкращий дебютний фільм», «Найкраща роль другого плану» (Даніель Дедвайлер)
- Премія Спілки кінокритиків Бостона найкращій акторці другого плану (Даніель Дедвайлер)
- Премія Гільдії кіноакторів США — номінація за найкращу жіночу роль другого плану (Даніель Дедвайлер)